# 尼姆区
尼姆区（法語：arrondissement de Nîmes）是法国加尔省所辖的一个区。总面积3158.1平方公里，总人口556987，人口密度176人/平方公里（2018年）。主要城镇为尼姆。

## 辖区
尼姆区辖有180个市镇。